# Conura ferruginea
Conura ferruginea är en stekelart som först beskrevs av Fabricius 1804.  Conura ferruginea ingår i släktet Conura och familjen bredlårsteklar. Inga underarter finns listade i Catalogue of Life.